# Annabelle Serpentine Dance
Annabelle Serpentine Dance  (Baile de la serpentina de Annabelle, en español) es una cortometraje mudo estadounidense producido y dirigido por Edison Manufacturing Company en 1895. Es una de las varias películas producidas por el estudio a finales del siglo XIX. Cada corto muestra la popular danza serpentina interpretada por Annabelle Moore. Muchas de las versiones se distribuyeron en color, que fue teñido a mano.

## Argumento
El baile se realiza en sucesión en un único plano. La primera bailarina lleva una falda acampanada, sostenida por sus manos con los brazos extendidos. Ella sonríe, con alas de mariposa en la espalda y las alas de Mercurio en el pelo. Su baile enfatiza el movimiento de sus piernas visibles y desnudas. Da patadas altas, hace reverencias y se mueve a derecha e izquierda. La segunda bailarina tiene una falda más larga y vaporosa, y sostiene palos largos unidos a los bordes exteriores de la falda. Los patrones fluidos de la falda a partir de los movimientos de sus brazos le dan a la segunda escena una sensación diferente a la primera.

## Producción y Distribución
Se lanzaron varias versiones de la película en cuatro fechas: 10 de agosto de 1894; febrero de 1895; abril o agosto de 1895 y 8 de mayo de 1897. La película fue dirigida por William Kennedy Dickson y William Heise. Heise también fue productor y operador de cámara. 
Los historiadores cinematográficos han comentado sobre las posibilidades de que los espectadores reduzcan la velocidad de las imágenes; no era técnicamente posible en otras formas de arte.